# V 157
T 157 (ex V 157) war ein deutsches Großes Torpedoboot, das sowohl im Ersten als auch im Zweiten Weltkrieg eingesetzt wurde. Es sank aufgrund einer Berührung mit einer britischen Seemine am 22. Oktober 1943 in der Ostsee vor Danzig-Neufahrwasser.

## Geschichte

### In der Kaiserlichen Marine
V 157 wurde von der AG Vulcan Stettin gebaut und am 27. August 1908 von der Kaiserlichen Marine in Dienst gestellt. Im Mai 1909 kam es während eines Manövers in der Nordsee zu einer Kollision zwischen V 157, V 158 und V 160, die sämtlich der II. Schulflottille angehörten. Es gab keine Personalverluste, allerdings wurde V 160 erheblich beschädigt.
Während des Ersten Weltkriegs gehörte V 157  zusammen mit G 133, G 136, V 151, V 152 V 154, V 155, V 158 und V 160  zur IV. Torpedobootsflottille, dort zur 12. bzw. ab 1916 8. Halb-Flottille. Am 24. September 1917 wurde V 157 in T 157 umbenannt.

### In der Reichsmarine
Das Boot wurde in die Reichsmarine übernommen und war ab dem 31. März 1921 der Marinestation der Nordsee in Wilhelmshaven zugeteilt.
Im Oktober 1923 wurde T 157 zusammen mit dem Kleinen Kreuzer Hamburg und T 151 (ex V 151) unter der Führung des Befehlshabers der leichten Seestreitkräfte der Nordsee, Kapitän zur See Adolf Pfeiffer, im Hamburger Aufstand der Kommunistischen Partei Deutschlands eingesetzt. Die beiden Torpedoboote wurden ins preußische Harburg detachiert, um notfalls die dortige Polizei zu unterstützen. Von der Aussetzung von Landungskommandos der T-Boote sah Pfeiffer ab, da die Boote ohnehin eine geringe Personalstärke besaßen und nicht über Maschinengewehre verfügten. Außerdem hielt man die Besatzungen für einen Nachtkampf in einer unbekannten Stadt für ungenügend ausgebildet. Allerdings sollten im Notfall die Bordwaffen eingesetzt werden. Beide Boote wurden unmittelbar nach Beendigung des Aufstands wieder abgezogen und kehrten nach Wilhelmshaven zurück. Drei weitere T-Boote waren wegen des Aufstands in den Weserraum entsandt worden, brauchten aber nach Fock nicht mehr eingreifen.
Von 1922 bis 1924 wurden T 157 und seine Schwesterboote in der Reichsmarinewerft Wilhelmshaven umgebaut, wobei der Dampfantrieb von Kohle- auf Ölfeuerung umgebaut wurde. Dabei wurden die Länge und der Tiefgang der Boote geringfügig verändert.

### In der Kriegsmarine
1936 wurde T 157 zum Torpedofangboot umgebaut. Am 21. Oktober 1943 geriet das Boot um 17:25 Uhr bei Neufahrwasser auf eine britische Seemine und sank. Es gab keine Personalverluste. Das Wrack wurde, soweit bekannt, nach Kriegsende 1945 durch polnische Behörden geborgen und abgewrackt.

## Kommandanten (Auswahl)
- Kapitänleutnant Wolf von Trotha: 1913/14
- Oberleutnant zur See/Kapitänleutnant Karl Dönitz: von März 1920 bis 1922
- Oberleutnant zur See/Kapitänleutnant Kurt Caesar Hoffmann: von 1922 bis 1924
- Oberleutnant zur See/Kapitänleutnant Heinrich Ruhfus: von 1924 bis 1926
- Oberleutnant zur See Martin Baltzer: bis 1929
- Kapitänleutnant/Korvettenkapitän Reinhard Hänig: von 1936 bis 1943